# Strzelając śmiechem
W krzywym zwierciadle: Strzelając śmiechem 1 (ang. National Lampoon's Loaded Weapon 1) – amerykańska komedia sensacyjna z 1993 roku stanowiąca parodię filmów akcji.

## Obsada

### Główne role
- Emilio Estevez - sierżant Jack Colt
- Samuel L. Jackson - sierżant Wes Luger
- Jon Lovitz - Becker
- Tim Curry - pan Piła Łańcuchowy
- Kathy Ireland - pani Kczemna
- Frank McRae - kapitan Doyle
- William Shatner - generał Curtis Mortars
- F. Murray Abraham - dr Harold Leacher
- Whoopi Goldberg - sierżant Billy York

### Występy gościnne
- James Doohan - Scotty
- Erik Estrada - oficer Francis Poncherello
- Larry Wilcox - oficer Jon Baker
- Corey Feldman - młody policjant
- Paul Gleason - agent FBI
- Phil Hartman - oficer Davis
- Denis Leary - Mike McCracken
- Richard Moll - pracownik więzienia
- Charlie Sheen - parkingowy
- J.T. Walsh - pracownik biurowy
- Bruce Willis - John McClane
- Allyce Beasley - pani Kczemna
- Dr Joyce Brothers - koroner
- Christopher Lambert - człowiek z telefonem samochodowym

## Opis fabuły
Detektyw Jack i jego partner Wes mają do spełnienia szczególną misję: zdobyć mikrofilm, na którym zarejestrowano produkcję ciasteczek z kokainy.

## Odniesienia
Film nawiązuje do innych produkcji - przede wszystkim do pierwszych trzech części filmu Zabójcza broń. Główne postacie skonstruowane jako odniesienie do tego filmu: Jack Colt (Emilio Estevez) jest parodią Martina Riggsa (rola Mela Gibsona), zaś również czarnoskóry Wes Luger (Samuel L. Jackson) to parodia Rogera Murtaugha (rola Danny'ego Glovera). W filmie znalazły się także aluzje do takich produkcji jak Nagi instynkt, Szklana pułapka, Brudny Harry, Rambo, 48 godzin, Milczenie owiec.